# Stephan Meyer (Regisseur)
Stephan Meyer (* 2. April 1947 in Frankfurt am Main) ist ein deutscher Regisseur und Drehbuchautor.

## Leben
Meyer studierte nach dem Abitur in Frankfurt am Main Germanistik. Während seiner Tätigkeit als Regieassistent am Kleinen Theater am Zoo studierte er an der Filmhochschule München. Nach dem Diplom lernte er Regie aus der Praxis bei der Bavaria in München. Danach wurde er selbstständiger Regisseur und Drehbuchautor.
Meyer war mit Mechthild Großmann liiert, mit der er u. a. 2004 die Tatort-Folge Mörderspiele produzierte. Sie haben eine Tochter (* 1992). Meyer selbst wohnt in Heimbach und Köln.

## Filmografie (Auswahl)
- 1980/1983: Die Knapp-Familie (Regie und Drehbuch)
- 1984: Der Fahnder – Staffel 1
- 1986/1987: Schlüsselblumen (Regie, Drehbuch)
- 1990: In Teufels Küche (Regie, Drehbuch)
- 1994: Evelyn Hamanns Geschichten aus dem Leben
- 1995: Bruder Esel
- 1996: Ärzte, Dr. Vogt
- 1997: Guppies zum Tee, Zwei Männer am Herd
- 1998: Aus gutem Haus
- 2001: Die achte Todsünde, Der Kleine Mönch (Regie)
- 2002: Stubbe – Von Fall zu Fall: Das vierte Gebot
- 2003/2004: Tatort: Mörderspiele (Regie, Drehbuch)
- 2003–2005: Adelheid und ihre Mörder (8 Folgen)
- 2005: Gegen jedes Risiko, M.E.T.R.O. – Ein Team auf Leben und Tod (Regie)
- 2006: Notruf Hafenkante (Regie)
- 2007: Die Zürcher Verlobung – Drehbuch zur Liebe (Regie)
- 2008: Hannes, der Müllionär, Der Weißblaue Engel (Regie)
- 2010: Das Glück ist ein Kaktus (Regie)
- 2011: Für kein Geld der Welt (Regie)
- 2011: Wunschkind (Regie)
- 2012: Der Hafenpastor (Regie)
- 2013: Sommer in Rom (Regie)
- 2015: Der Hafenpastor und das graue Kind (Regie)

## Auszeichnungen
- 1982: Ehrende Anerkennung im Rahmen des Adolf-Grimme-Preises für  Die Knapp-Familie: Die Gretelfrage (zusammen mit Norbert Kückelmann)
- 1983: Adolf-Grimme-Preis mit Silber für Die Knapp-Familie, Folgen 4 und 5 (zusammen mit Maria Neocleous und Jörn Klamroth)